# Distretto di Jemil'čyne
Il distretto di Jemil'čyne (in ucraino Ємільчинський район?, Jemil'čyns'kyj rajon) era un distretto dell'Ucraina, situato nell'oblast' di Žytomyr. Il suo capoluogo era Jemil'čyne. È stato soppresso in seguito alla riforma amministrativa del 2020.